# Øksfjordjøkelen
Øksfjordjøkelen (nordsamisk: Ákšovuonjiehkki) er en gletcher der ligger mellem Loppa  og Kvænangen kommuner Troms og Finnmark fylke i Norge. Den har et areal på 41 km² og er den 10. største isbræ i Skandinavien.
Det højeste punkt på bræen er 1.204 meter over havet, hvilket også er det højeste punkt i Finnmark. Det laveste punkt er 330 moh. Bræen har navn efter Øksfjorden, som ligger mod øst. Vest for bræen ligger Langfjorden. Mod syd ligger Jøkelfjorden og Isfjorden. Øksfjordjøkelen var tidligere det eneste sted i Norge hvor en bræ kælvede i havet, men i løbet af 1990'erne trak bræfronten sig længere ind i landet.

## Eksterne kilder og henvisninger
- Øksfjordjøkelen på Store norske leksikon (28.02.2013).